# Camarosporium tamaricis
Camarosporium tamaricis är en svampart som beskrevs av Hollós 1906. Camarosporium tamaricis ingår i släktet Camarosporium, ordningen Botryosphaeriales, klassen Dothideomycetes, divisionen sporsäcksvampar och riket svampar.   Inga underarter finns listade i Catalogue of Life.